# 佳能PowerShot SX100 IS
佳能 PowerShot SX100 IS是佳能公司推出的一款數位相机，于2007年8月发布、同年10月上市。
作为佳能第一款便携式长焦数码相机，SX100 IS 在如同PowerShot A系列大小的机身上提供 S1 IS 所具有10倍的光学变焦能力，相对之前 A710 IS 的6倍光学变焦，防抖功能更加实用。

## 主要参数
- 800万有效像素
- 10x光学变焦，等效35mm焦距36mm-360mm
- 1/2.5 英寸 CCD
- 2.5寸TFT液晶屏，分辨率17.2万象素
- 快门：15～1/2500秒
- ISO：80/100/200/400/800/1600
- 具备防抖功能
- 有声短片记录（Motion JPEG编码与单声道音频）
- 面部优先
- 使用DiG!C III数字图像处理芯片
- 使用2节AA电池
- 使用SDHC卡／SD卡／MMC卡作为存储介质
- 不带电池约265克